# محمود عزت (لاعب كرة قدم)
محمود عزت (مواليد 5 مايو 1992) لاعب كرة قدم مصري يجيد اللعب في مركز قلب الدفاع وحاليا يلعب لنادي سموحة.